# Frank Junge

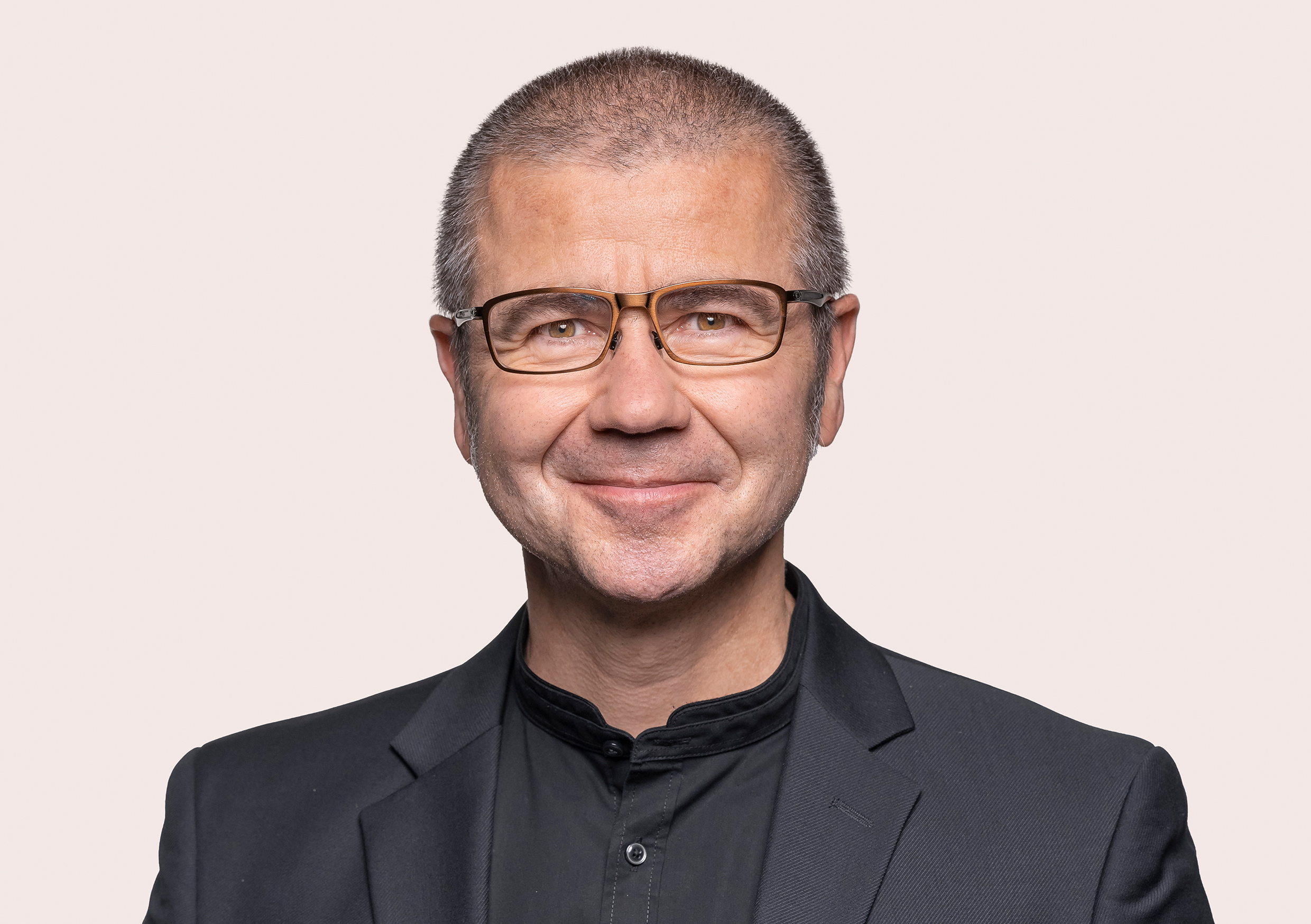
Frank Junge (2021)

Frank Michael Junge (* 5. Mai 1967 in Halle (Saale)) ist ein deutscher Politiker (SPD). Seit 2013 ist er Mitglied des Bundestags.

## Ausbildung und Beruf
Frank Junge wuchs in Halle auf. Er besuchte die dortige Kinder- und Jugendsportschule „Friedrich Engels“ und erhielt 1987 sein Reifezeugnis. Daneben war er von 1973 bis 1988 als Wasserspringer beim SC Chemie Halle im Leistungssport aktiv. 1983 wurde er Vize-Junioreneuropameister im Turmspringen. Junge studierte Sportwissenschaften an der Universität Leipzig (früher DHfK) und machte 1993 seinen Abschluss als Diplomsportlehrer. Im Anschluss arbeitete er für die AOK Mecklenburg-Vorpommern, zuerst von 1994 bis 1997 als Präventionsfachkraft für Bewegung in Wismar, dann von 1997 bis 1999 als stellvertretender Leiter des Stabsbereichs Marketing in Schwerin und schließlich von 1999 bis 2001 als Kundencenterleiter in Wismar. Seit 2001 ist Junge Pressesprecher und Leiter des Amtes für Presse, Tourismus und Stadtmarketing der Hansestadt Wismar.
Frank Junge lebt seit 1994 in Wismar. Er ist verheiratet und hat einen Sohn und eine Tochter.

## Politische Karriere

### Partei
Junge trat 1998 in die SPD ein. Von 1999 bis 2001 war er Mitglied der Bürgerschaft der Hansestadt Wismar. In dieser Zeit fungierte er als stellvertretender Vorsitzender der SPD-Fraktion und war Mitglied im Ausschuss für Wirtschaft und kommunale Betriebe sowie im Hauptausschuss. Von 2011 bis 2017 gehörte er dem Kreistag Nordwestmecklenburg an und war dort Mitglied der SPD-Fraktion, des Ausschusses für Wirtschaft und Tourismus sowie des Kreisausschusses. Seit 2012 ist er Vorstandsmitglied des SPD-Kreisverbandes Nordwestmecklenburg-Wismar. Seit 2017 ist er Vorstandsmitglied der SPD Mecklenburg-Vorpommern.

### Bundestag
Junge kandidierte zur Bundestagswahl 2013, zur Bundestagswahl 2017 und zur Bundestagswahl 2021 im Wahlkreis 13: Ludwigslust-Parchim II – Nordwestmecklenburg II – Landkreis Rostock I. 2013 und 2017 zog er über die Landesliste der SPD Mecklenburg-Vorpommern in den Bundestag ein. Bei der Bundestagswahl 2021 gewann der auf Platz 1 der Landesliste stehende Junge den Wahlkreis 13 erstmals direkt für die SPD, nachdem sich von 2009 bis 2017 die CDU-Kandidatin Karin Strenz durchsetzen konnte.
Frank Junge ist ordentliches Mitglied im Ausschuss für Tourismus (seit 2013) und im Ausschuss für Wirtschaft und Energie (seit 2017), in dessen Unterausschuss „Regionale Wirtschaftspolitik und ERP-Wirtschaftspläne“ er seit 2018 Vorsitzender ist. Er ist seit 2018 Vorsitzender der Landesgruppe Ost und Mitglied des erweiterten Fraktionsvorstandes der SPD-Bundestagsfraktion. Von 2013 bis 2017 war er ordentliches Mitglied des Finanzausschusses.
Junge war von 2019 bis 2020 Mitglied der Kommission der Bundesregierung „30 Jahre Friedliche Revolution und Deutsche Einheit“.